# Seznam izraelskih pisateljev
Seznam izraelskih pisateljev.

## A
Šmuel Josef Agnon - Daniel Arenson - Mili Avital -

## G
David Groossman

## H
Yuval Noah Harari -

## K
Yoram Kaniuk - Etgar Keret - Ephraim Kishon/Kišon (Ferenc Kishont)

## L
Nadav Lapid -

## O
Uri Orlev - Amos Oz - 

## P
David Pinski (jidiš)

## S
Michal Snunit -

## Š
Moše Šamir - Šabtai Šavit - 

## Z
Shemi Zarhin